# Periandre (metge)
Periandre (en llatí Periander, en grec Περίανδρος) fou un metge grec del segle iv aC.
Va gaudir d'una bona reputació en la seva professió, però també era aficionat a escriure versos que no van arribar a gaire bon nivell, cosa que va fer que Arquidam li preguntés si volia ser recordat com a poeta dolent o com a bon metge, segons diu Plutarc, (Apophthegmata Laconica. vol. II. p. 125).